# John George Burnett

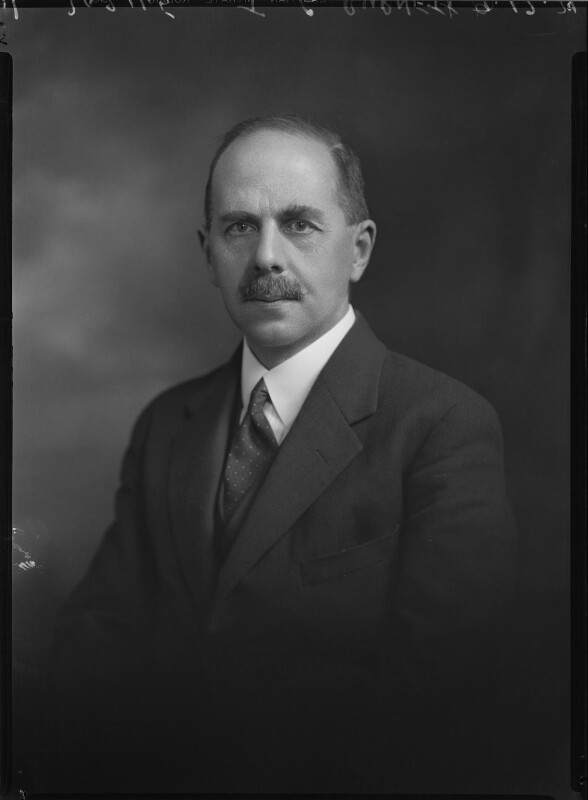
John George Burnett, 1931

John George Burnett OBE JP (* 30. März 1876; † 14. November 1935) war ein britischer Politiker.

## Leben
Burnett wurde 1877 als Sohn von George und Mary Burnett geboren. Er besuchte das Trinity College nahe Perth und studierte dann am Magdalen College der Universität Oxford, das er als Master verließ. 1901 ehelichte Burnett Catherine Sarah Helen mit der er fünf Kinder zeugte, George Irvine Leslie (* 1903), Malcolm Stuart Leslie (* 1904), Helen Mary (* 1905), Jean Christian Isobel (* 1908) und Alison Elizabeth (* 1917). 1930 trat Burnett dem Inner Temple bei und war als Barrister tätig. 1945 erhielt er den Order of the British Empire im Range eines Officers.

## Politischer Werdegang
Zwischen 1927 und 1930 war Burnett Mitglied des Stadtrates von Aberdeen. Bei den Unterhauswahlen 1931 bewarb sich Burnett für die Conservative and Unionist Party um das Mandat im Wahlkreis Aberdeen North. Für den amtierenden Labour-Abgeordneten William Wedgwood Benn verlief die Wahl desaströs. Im Vergleich zu den Wahlen 1929 verlor er 36,3 % seiner Stimmen und Burnett gewann mit 64,3 % die Stimmmehrheit. Bei den folgenden Unterhauswahlen 1935 konnte Burnett sein Mandat gegen den Labour-Kandidaten George Morgan Garro-Jones nicht verteidigen und schied bereits nach einer Wahlperiode aus dem Unterhaus aus.